# 址山镇
址山镇，是中华人民共和国广东省江门市鹤山市下辖的一个乡镇级行政单位。

址山仙乐园
2011年，广东省民政厅批复同意撤销云乡镇，将其行政区域并入址山镇。调整后，址山镇下辖2个居委会和11个村委会，总面积98.21平方公里，2010年末总人口37748人，其中常住户籍人口24048人。址山镇人民政府驻原址山镇人民政府驻地。

## 行政区划
址山镇下辖以下地区：
兴业社区、利云社区、禾南村、昆华村、东溪村、昆阳村、新莲村、昆中村、昆联村、四九村、云东村、云中村和云新村。